# 한국수계환경연구소
한국수계환경연구소는 농업수계 및 유역환경에 관한 장기종합연구를 수행하여 합리적인 대안을 제시하고, 국제교류 및 국제공동연구사업 등을 수행하여 국민건강을 보호하고 국가발전에 기여할 목적으로 2007년 8월 3일 설립된 대한민국 농림수산식품부 소관의 사단법인이다. 사무실은 서울특별시 광진구 화양동 21-2 브라운스톤화양 505호에 있다.

## 주요 사업
- 농업수자원 보전을 위한 수계 및 유역의 물관리에 관한 연구사업
- 농촌지역의 자연환경보전과 생활환경개선에 필요한 연구사업
- 기타 법인의 목적달성에 필요한 사업